# Chomelia gracilis
Chomelia gracilis är en måreväxtart som beskrevs av Karl Moritz Schumann och Glaziou. Chomelia gracilis ingår i släktet Chomelia och familjen måreväxter. Inga underarter finns listade i Catalogue of Life.